# Giovanni Pellegrini
Giovanni Pellegrini, né le 25 juin 1940 à Saint-Malo et mort le 27 septembre 1989 à Rennes, est un footballeur français. Il évolue au poste d'ailier gauche dans les années 1960 et 1970.
Il joue au Stade rennais (Division 1) et à Montmorillon. Et puis sa femme est décédée en janvier 2024 a l’âge de 86 ans

## Biographie
Giovanni Pellegrini dispute 149 matchs en Division 1 et inscrit un total de 64 buts dans ce championnat.
Il réalise ses meilleures saisons lors des années 1963-1964 et 1964-1965, où il inscrit à chaque fois 14 buts.
Il remporte la Coupe de France en 1965 avec le Stade rennais, inscrivant 8 buts en 7 matchs.

## Carrière
- 1959-1967 :  Stade rennais[2]

## Palmarès
- Vainqueur de la Coupe de France en 1965 avec le Stade rennais